# Лисицына, Анна Михайловна
А́нна Миха́йловна Лиси́цына (в ряде источников Лисицина) (вепс. Anna Lisicina, Mihailan tütär; 14 февраля 1922 года, дер. Житноручей, Карельская Трудовая Коммуна, РСФСР — 3 августа 1942 года, река Свирь) — партизанка, связная Центрального Комитета Коммунистической партии Карело-Финской Советской Социалистической Республики. Герой Советского Союза. Награждена орденом Ленина, Красной Звезды.

## Биография
Родилась в 1922 году в деревне Житноручей (ныне в составе села Рыбрека Прионежского района Карелии). По национальности — вепсянка.
Окончила среднюю школу в селе Рыбрека. В 1938—1940 годах училась в Ленинградском библиотечном техникуме (или в Карельском училище культуры), по окончании которого работала библиотекарем в Сегежском районном клубе.
В июне 1942 года Анна Лисицына и Мария Мелентьева были направлены в оккупированный финнами Шелтозёрский район. Они организовали там явки для подпольных комитетов, собрали сведения об оккупационном режиме, расположении огневых точек и оборонительных сооружениях противника и установили контакт с населением.
При возвращении c задания Лисицына утонула при переправе через реку Свирь, успев передать напарнице Марии Мелентьевой собранные разведданные.
Указом Президиума Верховного Совета СССР от 25 сентября 1943 года за образцовое выполнение боевых заданий командования и проявленные мужество и героизм в боях с немецко-фашистскими захватчиками Лисицыной Анне Михайловне посмертно присвоено звание Героя Советского Союза.

## Память
В городе Подпорожье, в посёлке городского типа Никольский Подпорожского района и в посёлке Рыбрека героине установлены памятники.
Её имя носят улицы в городе Петрозаводске, селе Рыбрека, посёлке городского типа Никольском, посёлке Ледмозеро (Карелия), рыболовецкий траулер, Петрозаводское училище культуры и судно Министерства морского флота.
Анне Лисициной и Марии Мелентьевой посвящены пьеса Александра Александровича Иванова «Это было в Карелии» и очерк Геннадия Фиша «Подруги».
Портрет Анны Лисицыной установлен в монументальной портретной Галерее Героев Советского Союза, открытой в 1977 году в Петрозаводске в районе улиц Антикайнена и Красной.
- Памятный знак в Петрозаводске на ул. А. Лисициной
- Мемориальная доска на доме № 2 по улице А. Лисицыной в Петрозаводске, на русском и финском языках
- Памятник в посёлке Никольский